# Achille e Briseide
Achille e Briseide è un affresco rinvenuto nella casa del Poeta Tragico a Pompei e custodito all'interno del Museo archeologico nazionale di Napoli.

## Storia
L'affresco venne realizzato in un periodo compreso tra il terremoto del 62 e l'eruzione del Vesuvio del 79, nella zona mediana della parete sud dell'atrio della casa del Poeta Tragico, stessa parete in cui erano gli affreschi Hierogamia e Partenza di Criseide, con quest'ultimo probabilmente seguendo il tema incentrato sulla partenza di donne. Fu rinvenuto il 4 dicembre 1824 e successivamente staccato per ricavarne un quadretto.

## Descrizione
L'opera, che probabilmente si rifà a quella di Teone di Samo, raffigura la scena tratta dall'Iliade del momento in cui Achille cede Briseide ad Agamennone come bottino di guerra. In primo piano sono raffigurati tre personaggi: al centro è Achille, seduto, con il braccio destro disteso e lo sguardo rivolto verso la sua amata. Segue, sulla destra, di spalle, Patroclo, il quale si rivolge a Briseide, raffigurata all'estrema destra, completamente velata. Alle spalle dei tre personaggi principali è un gruppo di Mirmidoni: in particolare, a sinistra, si nota un ambasciatore con in mano un caduceo, mentre in posizione centrale è probabilmente Fenice, con la fronte accigliata e mano sotto al mento, che guarda preoccupato Achille. I soldati inoltre, con i lori scudi, sembrano formare una sorta di aureola dietro le teste dei tre protagonisti del dipinto. Fa da sfondo a tutta la scena una tenda.